# Махмуд от Кашгар
Махмуд ибн Хюсейн ибн Мохамед ал-Кашгари (арабски: محمود بن الحسين بن محمد الكاشغري; турски: Кашгарлъ Махмуд), (Кашгар, 1005 — Упал, 1102) е ранен тюркски учен - езиковед, изследовател на тюркските езици от Средновековието. Живял е в Караханидската държава. Роден е в град Кашгар, Източен Туркестан, днес Синдзяно-уйгурски автономен окръг в Китай.
Баща му Хюсейн е бил кмет на Барсган и близък до управляващата караханидска династия. Махмуд е изучавал тюркските говори, които е изброил в труда си „Сборник на тюркските думи“ (Dīwān ul-Lughat al-Turk) от 1072. Трудът е бил предназначен за арабските халифи в Багдад. Сборникът съдържа образци от старотюркска поезия в четиристишия (рубаи) от основните жанрове: епически, пасторални, образователни, лирически, елегии. В труда си Махмуд от Кашгар е включил и първата известна карта на местата, обитавани от тюркските племена. На нея са отбелязни и други съседни на тях народи: руси, печенези, прабългари, сувари (чуваши), египтяни.